# 河野次郎
河野 次郎（こうの じろう、1949年 - ）は、日本のアニメーション美術監督。広島県出身。過去にスタジオユニに所属した後、イメージルーム・ジローを設立。

## 美術監督作品
- 1973年 ゼロテスター
- 1976年 ドカベン
- 1980年 マリンスノーの伝説
- 1981年 愛の学校クオレ物語
- 1982年 ニンニン忍法絵日記の巻
- 1982年 さすがの猿飛
- 1982年 科学救助隊テクノボイジャー （パイロット版）
- 1983年 ミームいろいろ夢の旅
- 1983年 まんがイソップ物語
- 1983年 ガジェット警部
- 1985年 夢次元ハンターファンドラ （Part.3 ファントス編）
- 1986年 宇宙船サジタリウス
- 1986年 Mr.ペンペン
- 1986年 クリィミーマミ ソングスペシャル2 カーテンコール
- 1987年 ついでにとんちんかん
- 1988年 名門!第三野球部
- 1988年 ナマケモノが見てた
- 1988年 マドンナ 炎のティーチャー
- 1989年 マドンナ2 愛と青春のキック・オフ
- 1990年 チンプイ エリさま活動大写真
- 1990年 楽しいムーミン一家
- 1991年 創竜伝
- 1992年 お〜い!竜馬
- 1992年 楽しいムーミン一家　ムーミン谷の彗星 （兼美術設定）
- 1993年 Mother 最後の少女イヴ
- 1994年 七都市物語 〜北極海戦線〜
- 1994年 どすこい!わんぱく土俵
- 1996年 GATCHAMAN
- 1996年 エクスドライバー
- 1996年 APO APOワールド ジャイアント馬場90分一本勝負
- 1996年 劇場版 ブラック・ジャック
- 1997年 白鯨伝説
- 1998年 火聖旅団 ダナサイト999.9
- 1999年 KAIKANフレーズ
- 2001年 あぃまぃみぃ!ストロベリー・エッグ
- 2001年 よばれてとびでて!アクビちゃん
- 2003年 L/R -Licensed by Royal-
- 2003年 HAPPY★LESSON ADVANCE
- 2003年 らいむいろ戦奇譚
- 2004年 火の鳥
- 2004年 レジェンズ 甦る竜王伝説 （18話-50話）
- 2004年 らいむいろ戦奇譚 南国夢浪漫
- 2005年 こてんこてんこ
- 2005年 雪の女王[1]
- 2006年 幕末機関説 いろはにほへと
- 2006年 イノセント・ヴィーナス
- 2007年 School Days
- 2007年 まめうしくん
- 2008年 ウルトラヴァイオレット:コード044
- 2009年 源氏物語千年紀 Genji[2]
- 2010年 COBRA THE ANIMATION （兼美術設定・美術ボード）
- 2010年 一騎当千 XTREME XECUTOR
- 2010年 模型戦士ガンプラビルダーズ ビギニングG
- 2011年 セイクリッドセブン
- 2012年 ファイ・ブレイン 神のパズル （第2シリーズ）
- 2012年 夏雪ランデブー
- 2013年 まんがーる! （兼美術設定）
- 2013年 AMNESIA
- 2013年 ラブリームービー いとしのムーコ
- 2014年 魔法戦争
- 2014年 月刊少女野崎くん
- 2015年 城下町のダンデライオン(兼美術設定・美術ボード、背景担当：手塚プロダクション、スタジオ・ユニ、スタジオじゃっく)
- 2016年 パンでPeace!（兼美術設定）
- 2018年 メガロボクス
- 2018年 異世界居酒屋〜古都アイテーリアの居酒屋のぶ〜
- 2018年 爆釣バーハンター
- 2024年 僕の妻は感情がない[3]

## 背景・美術・その他参加作品
- 1971年 アパッチ野球軍
- 1975年 まんが日本昔ばなし
- 1980年 まんがことわざ事典
- 1985年 オバケのQ太郎 （美術設定）
- 1986年 オズの魔法使い
- 1988年 ウルトラB （美術設定）
- 1989年 ドラミちゃん ミニドラSOS!!! （美術設定）
- 1993年 ブラック・ジャック （KARTE12美術監修）
- 1994年 モンタナ・ジョーンズ （美術設定）
- 1996年 はりもぐハーリー
- 2000年 ぞうのババール 〜バドゥのだいぼうけん〜
- 2003年 ぼくの孫悟空 （美術監修[4]）
- 2004年 RAGNAROK THE ANIMATION （美術設定）
- 2007年 劇場版CLANNAD （美術デザイン）
- 2014年 ONE PIECE “3D2Y” エースの死を越えて! ルフィ仲間との誓い（美術設定）
- 2017年 チェインクロニクル 〜ヘクセイタスの閃〜（美術設定）
- 2022年 後宮の烏（美術設定）